# Красносоветский
Красносоветский — опустевший посёлок в Новоспасском районе Ульяновской области. Входит в состав Фабричновыселковского сельского поселения.

## География
Находится в южной части региона, в 17 км к северу от районного центра и расположен на р. Томышевка.

## Население
| 2010 |
| ---- |
| 0    |

В 1996 — население 6 человек, русские.

## Инфраструктура
Отделение коопхоза «Самайкинский».